# Campeonato Carioca de Futebol de 1991 - Terceira Divisão
O Campeonato Carioca da Terceira Divisão de 1991 foi uma edição da terceira divisão do campeonato estadual de futebol profissional do Rio de Janeiro. A competição foi organizada pela Federação de Futebol do Estado do Rio de Janeiro (FERJ).
Ao final da disputa sagrou-se campeão o Barreira e vice-campeão o Porto Real.

## Participantes
- Esporte Clube Barreira, de Saquarema
- Bayer Esporte Clube, de Belford Roxo
- Bela Vista Futebol Clube, de Niterói
- Associação Atlética Colúmbia, de Duque de Caxias
- Everest Atlético Clube, do Rio de Janeiro
- Grêmio Olímpico Mangaratiba, de Mangaratiba
- Nilópolis Futebol Clube, de Nilópolis
- Opção Futebol Clube, do Rio de Janeiro
- Portela Atlético Clube, de Miguel Pereira
- Porto Real Country Club, de Porto Real